# Graaf van Gloucester

Graaf van Gloucester (Engels: Earl of Gloucester, spreek uit: glostur) is een Engelse adellijke titel. De titel bestond al in het Angelsaksische Engeland van voor de Normandische verovering van Engeland door Willem de Veroveraar in 1066. Het gebied dat bij deze titel hoorde was veel groter dan het huidige graafschap Gloucestershire.
Algemeen wordt aangenomen dat de titel na de Slag bij Hastings voor het eerst door Willem II van Engeland gecreëerd werd in 1093 voor Willem FitzEustace, waarschijnlijk een zoon van graaf Eustatius II van Boulogne. Na zijn dood in 1094 verviel de titel weer aan de kroon. Er zijn echter ook bronnen die zeggen dat de eerste graaf Robert FitzHamon was, afkomstig uit de Calvados. Beiden waren in 1066 met Willem de Veroveraar meegekomen naar Engeland.
De tweede creatie volgde in 1121, toen Hendrik I zijn buitenechtelijke zoon Robert FitzRoy beleende met het graafschap. Hij werd opgevolgd door zijn Willem FitzRobert. Toen deze in 1183 stierf liet hij drie dochters achter (zijn zoon was voor hem al overleden), die nu allen de titel gravin van Gloucester kregen, terwijl de bezittingen onder hen verdeeld werden. Over de erfgang van de titel bestaat vervolgens grote onduidelijkheid. De jongste dochter van Willem, Isabella, werd schijnbaar erkend als gravin van Gloucester in 1186. Twee jaar later huwde zij met prins Jan van Engeland, zoon van Hendrik II, die daarop, naast zijn vrouw, de titel voerde. Jan werd in 1189 koning en scheidde in 1199 van zijn vrouw. Omdat de titel een persoonlijke van zijn vrouw was, kon de deze niet aan de kroon vallen. Dit gebeurde ook niet, maar de koning deed er alles aan om Isabella niet feitelijk het bestuur over haar landen te laten uitoefenen, met succes.
Uiteindelijk werd Gilbert de Clare met de titel beleend. Hij was een zoon van Amicia van Gloucester, de jongere zuster van Isabella, en Richard de Clare, 4e graaf van Hertford. Ruim een eeuw bleef de titel binnen de familie De Clare en viel samen met de titel graaf van Hertford. Na de dood van de vierde graaf kwam het graafschap weer aan de kroon.
In 1337 werd opnieuw gecreëerd door Eduard III voor de Hugo Audley. Hij was gehuwd met de dochter van Johanna van Akra, die weer een zus van zijn vader Eduard II was.
De laatste persoon die de titel graaf van Gloucester droeg was Thomas Le Despencer. Hij werd in 1397 beleend met de titel, doch werd er twee jaar later weer van ontheven.
Tussen 1385 en 1397 was er reeds een hertog van Gloucester geweest. Na 1399 werd dit voortgezet en werd de hertog van Gloucester een dynastieke titel van het Engelse en later Britse koningshuis.

## Graaf van Gloucester, eerste creatie (1093)
- 1093 – 1094:  Willem FitzEustace († 1094), 1e graaf van Gloucester

## Graaf van Gloucester, tweede creatie (1121)
- 1121 – 1147: Robert van Gloucester (1100 – 1147), 1e graaf van Gloucester
- 1147 – 1183: Willem FitzRobert (1121 – 1183), 2e graaf van Gloucester

## Graaf van Gloucester, derde creatie (1218)
- 1218 – 1230: Gilbert de Clare (1180 - 1230), 5e graaf van Hertford, 1e graaf van Gloucester
- 1230 – 1262: Richard de Clare (1222 - 1262), 6e graaf van Hertford, 2e graaf van Gloucester
- 1262 – 1295: Gilbert de Clare (1243 - 1295), 7e graaf van Hertford, 3e graaf van Gloucester (1243-1295)
- 1295 – 1314: Gilbert de Clare (1291 - 1314), 8e graaf van Hertford, 4e graaf van Gloucester (1291-1314)

## Graaf van Gloucester, vierde creatie (1337)
- 1337 – 1347: Hugh de Audley († 1337), 1e graaf van Gloucester

## Graaf van Gloucester, vijfde creatie (1397)
- 1397 – 1399: Thomas Le Despencer (1373 – 1400), 1e graaf van Gloucester